# Topologia da ordem
A topologia da ordem é a topologia associada a uma relação de ordem em um conjunto.

## Definição
Seja {\displaystyle (X,<)\,} um conjunto ordenado, em que a relação de ordem não precisa ser de ordem total. Podemos associar 3 topologias a essa relação de ordem parcial, definidas por suas sub-bases:
- A topologia da ordem à esquerda, em que a sub-base é formada pelos conjuntos da forma {\displaystyle (a,\infty )=\{x\in X|a<x\}\,}.
- A topologia da ordem à direita, em que a sub-base é formada pelos conjuntos da forma {\displaystyle (-\infty ,b)=\{x\in X|x<b\}\,}.
- A topologia da ordem, em que a sub-base é formada pelos conjuntos {\displaystyle (a,\infty )=\{x\in X|a<x\}\,} e {\displaystyle (-\infty ,b)=\{x\in X|x<b\}\,}.

## Ordem Total
Se a relação é de ordem total, então a topologia da ordem é Hausdorff. 
Prova: sejam {\displaystyle a,c\in X,\ a\leq c\,}. Considere os abertos {\displaystyle a\in (-\infty ,c)\,} e {\displaystyle c\in (a,\infty )\,}. Se sua interseção for vazia, então provamos que a e c estão separados por abertos. Caso contrário, existe {\displaystyle b\in (a,\infty )\cap (-\infty ,c)\,}, portanto {\displaystyle a<b<c\,}. Então separamos a e c pelos abertos disjuntos {\displaystyle a\in (-\infty ,b)\,} e {\displaystyle c\in (b,\infty )\,}.
Como contraexemplo, temos o conjunto {2, 3, 6} ordenado pela relação {\displaystyle a<b\,} quando a for um divisor próprio de b. A sub-base da topologia da ordem contém os conjuntos {\displaystyle (2,\infty )=(3,\infty )=\{6\}\,}, {\displaystyle (6,\infty )=\varnothing \,}, {\displaystyle (-\infty ,2)=(-\infty ,3)=\varnothing \,} e {\displaystyle (-\infty ,6)=\{2,3\}\,}, portanto a topologia da ordem é {\displaystyle \tau =\{\varnothing ,\{2,3\},\{6\},\{2,3,6\}\}\,} que não é Hausdorff.